# بيدرو الخامس

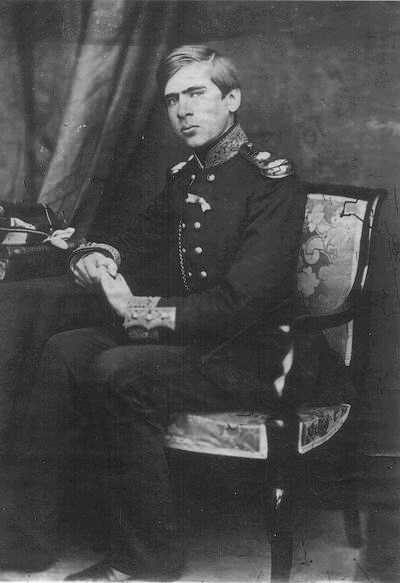
بيدرو الخامس في سن 23 عام 1860

بيدرو الخامس (بالبرتغالية: Pedro V de Portugal) والملقب بالمتفاءل (16 سبتمبر 1837 - 11 نوفمبر 1861) هو ملك البرتغال وأول حاكم مرحلة الثانية من أسرة براغانزا وهو ابن فرديناند الثاني أمير ساكس كوبرغ وغوتا وملك البرتغال وماريا الثانية وحفيد إمبراطور البرازيل بيدرو الأول وإدوارد السابع ملك بريطانيا العظمى يعتبر قربيه. حكم بيدرو الخامس بين عامي (1853 -1861)وخلفه أخوه الأصغر لويس الأول.
كان بيدرو الخامس ملك الطبقات الكادحة من الشعب حيث سعى بتوجيه من والده إلى تدعيم البنى التحتية للبرتغال، فخلال فترة حكمه مُدت الطرق وخطوط التلغراف واُنشئت السكك الحديدية واهتم بتحسين واقع الصحة العامة. وقد زادت شعبيته بين الشعب خصوصاً عند تفشي وباء الكوليرا بين عامي 1853 و 1856 حيث كان يزور المستشفيات يحمل الهدايا ويرفع من معنويات المرضى.
توفي الملك بيدرو الخامس مع اخويه فرناندو وجواو وعدد اخر من أعضاء الاسرة الملكية بسبب حمى التيفوئيد أو الكوليرا في سنة 1861 .

## الزواج
تزوج بيدرو الخامس من الأميرة ستيفاني من هوهنتسولرن سيغمارينغن الأبنة الكبرى لـ كارل أنتوني أمير هوهنتسولرن سيغمارينغن من زوجته الاميرة جوزفين من بادن أبنة كارل لودفيش فريدرش، دوق بادن الأكبر، حيث تم الزواج بالوكالة في برلين في 29 نيسان 1858 ثم عقد الزواج في لشبونة في 18 ايار 1858، كان هذا الزواج سعيداً لكنه لم يستمر سوى عام واحد حيث توفيت الملكة بمرض الدفتيريا، ولم يثمر هذا الزواج عن أية أطفال، ولم يتزوج بيدرو بعدها حيث توفي هو الأخر من العمر الرابعة والعشرين.

## روابط خارجية
- بيدرو الخامس على موقع الموسوعة البريطانية (الإنجليزية)